# Trịnh (họ)
Trịnh là một họ của người thuộc vùng Văn hóa Đông Á. Họ này tương đối phổ biến ở Việt Nam và Trung Quốc (giản thể: 郑, Bính âm: Zhèng, Wade-Giles: Cheng) và Triều Tiên (Hangul: 정, Romaja quốc ngữ: Jeong, còn được phiên âm là Chung, Jung, Joung, Chong, Cheong hay Choung).

## Người Việt Nam họ Trịnh có danh tiếng

### Khởi nguồn của Giai đoạn Vua Lê - Chúa Trịnh

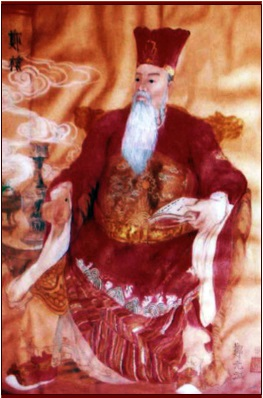
Trịnh Kiểm, là những vị chúa cai trị Vùng đất Việt Nam

- Chúa Trịnh bắt đầu Từ Chúa Trịnh Kiểm,Trịnh Cối,Trịnh Tùng,Trịnh Tráng,Trịnh Tạc, Trịnh Căn,Trịnh Cương,Trịnh Giang, Trịnh Doanh, Trịnh Sâm, Trịnh Cán, Trịnh Tông, Trịnh Bồng là những vị chúa cai trị Vùng đất Việt Nam .

### Nhân vật nổi tiếng khác
- Trịnh Thị Ngọc Anh vợ cả của Nguyễn Sư Hồi Công Thần Nhà Hậu Lê.
- Trịnh Đình Cửu, Phụ trách Ban Chấp hành Trung ương Lâm thời Đảng Cộng sản Việt Nam từ tháng 2 đến tháng 10 năm 1930.
- Trịnh Đình Dũng, Uỷ Viên Ban Chấp hành Trung ương Đảng Cộng sản Việt Nam, Bí thư Tỉnh ủy Tỉnh Vĩnh Phúc, Bộ trưởng Bộ Xây dựng từ tháng 10 năm 2010 đến tháng 4 năm 2016, Phó Thủ tướng Chính phủ Nước Cộng Hòa Xã hội chủ nghĩa Việt Nam từ tháng 4 năm 2016 - nay.
- Trịnh Hồng Dương, Uỷ viên Ban Chấp hành Trung ương Đảng Cộng sản Việt Nam, Bí thư Ban cán sự Đảng, nguyên Chánh án Tòa án nhân dân tối cao
- Trịnh Văn Chiến, Ủy viên Ban Chấp hành Trung ương Đảng Cộng sản Việt Nam khóa 12, Bí thư Tỉnh ủy Tỉnh Thanh Hóa, Chủ tịch Hội đồng Nhân dân tỉnh Thanh Hóa.
- Trịnh Tú, một vị quan văn đồng thời là bạn của Vua Đinh Tiên Hoàng.
- Trịnh Khắc Phục, công thần khai quốc nhà Lê sơ.
- Trịnh Khả, công thần nhà Hậu Lê.
- Trịnh Duy Sản, Trịnh Duy Đại, Trịnh Tuy, quyền thần cuối nhà Lê sơ.
- Trịnh Thị Loan, vợ của Cẩm Giang vương Lê Sùng, mẹ Lê Chiêu Tông và Lê Cung Hoàng.
- Trịnh Ngô Dụng, đại thần nhà Lê trung hưng
- Trịnh Thị Ngọc Trúc, vợ vua Lê Thần Tông.
- Trịnh Thị Ngọc Lung, vợ của Tây Định vương Trịnh Tạc, mẹ nuôi Định Nam vương Trịnh Căn.
- Các chúa Trịnh bắt đầu từ Trịnh Kiểm đến Trịnh Bồng
- Trịnh Hoài Đức, đại thần thời nhà Nguyễn
- Trịnh Thị Ngọ, phát thanh viên nổi tiếng của nước Việt Nam Dân chủ Cộng hòa
- Trịnh Công Sơn, nhạc sĩ
- Trịnh Kim Chi, Á hậu Việt Nam 1994
- Trịnh Thăng Bình, ca sĩ, nhạc sĩ, diễn viên và nhà sản xuất âm nhạc nổi tiếng Việt Nam.
- Giuse Maria Trịnh Văn Căn, hồng y - giám mục Công giáo Việt Nam, nguyên Tổng giám mục Tổng giáo phận Hà Nội
- Giuse Maria Trịnh Như Khuê, hồng y - giám mục Công giáo Việt Nam, nguyên Tổng giám mục Tổng giáo phận Hà Nội
- Trịnh Văn Bô, Đại biểu Quốc hội khóa I
- Trịnh Văn Bính, Thứ trưởng Bộ Tài chính
- Trịnh Xuân Thanh, Nguyên chủ tịch hội đồng quản trị công ty xây lắp dầu khí PVC, nguyên Phó Chủ tịch UBND tỉnh Hậu Giang
- Trịnh Văn Quyết, Chủ tịch Hội đồng quản trị Công ty Cổ phần Tập đoàn FLC kiêm Chủ tịch hãng hàng không Bamboo Airways
- Trịnh Văn Lợi , cầu thủ Bóng Đá

## Người Trung Quốc họ Trịnh có danh tiếng
- Trịnh Mãi Tự, hoàng đế khai quốc Đại Trường Hòa
- Trịnh Hòa, nhà thám hiểm thời nhà Minh
- Trịnh Thành Công, người lập ra chính quyền cát cứ đảo Đài Loan thời nhà Thanh cùng cha là Trịnh Chi Long là hai người góp phần gìn giữ Đài Loan khỏi thực dân Hà Lan đại lục.
- Trịnh Kinh, con trưởng của Trịnh Thành Công, người thống trị Đài Loan thứ hai của vương triều họ Trịnh
- Trịnh Khắc Sảng, là con thứ của Trịnh Kinh, cháu nội Trịnh Thành Công, kế thừa tước vị của cha làm Diên Bình Quận vương, Chiêu thảo Đại tướng quân. (Còn xuất hiện trong tiểu thuyết Lộc Đỉnh Ký của nhà văn Kim Dung
- Trịnh Thiếu Thu, diễn viên, ca sĩ Hồng Kông
- Trịnh Khải, diễn viên
- Trịnh Sảng, diễn viên
- Trịnh Gia Dĩnh, diễn viên Hongkong
- Trịnh Nghiệp Thành, diễn viên người Trung Quốc
- Trịnh Tưu Hoằng nữ diễn viên Trung Quốc
- Trịnh Duy Đồng, kỳ thủ cờ tướng Trung Quốc, có rồi thấp hơn Vương Thiên Nhất, biệt danh "Xuyên Thục thiếu hiệp"
- Trịnh Nhất cướp biển tướng của vua quang trung Nguyễn Huệ.

## Người Triều Tiên họ Trịnh có danh tiếng
- Chung Ju-yung (Hán Việt: Trịnh Chu Vĩnh), người sáng lập Tập đoàn Hyundai
- Rain (ca sĩ), tên thật là Jeong Ji-hoon (Hán Việt: Trịnh Trí Huân), ca sĩ, diễn viên Hàn Quốc
- Jeong Da-bin (Hán Việt: Trịnh Đa Bân), diễn viên Hàn Quốc
- Shin Hye Sung, tên thật là Jung Pil Kyo (Hán Việt: Trịnh Bật Giao), ca sĩ, nhạc sĩ và là giọng ca chính nhóm nhạc huyền thoại SHINHWA
- Jung Yunho (Hán Việt: Trịnh Duẫn Hạo), ca sĩ, nhạc sĩ, diễn viên, thành viên nhóm nhạc TVXQ Hàn Quốc
- Jessica Jung, tên thật là Jung Soo Yeon (Hán Việt: Trịnh Tú Nghiên), ca sĩ, diễn viên, nhà thiết kế, cựu thành viên nhóm nhạc Girls' Generation Hàn Quốc
- Krystal Jung, tên thật là Jung Soo Jung (Hán Việt: Trịnh Tú Tinh), ca sĩ, diễn viên, thành viên nhóm nhạc f(x) Hàn Quốc
- Jung Jin-young (Hán Việt: Trịnh Trân Vinh), ca sĩ, nhạc sĩ, diễn viên, nhà sản xuất, thành viên nhóm nhạc B1A4
- J-hope tên thật là Jung Ho-seok (Hán Việt: Trịnh Hạo Thích), rapper, dancer, thành viên nhóm nhạc BTS
- Jaehyun tên thật là Jung Yoon-oh (Hán Việt: Trịnh Nhuận Ngũ), ca sĩ, thành viên nhóm nhạc NCT
- Sungchan tên thật là Jung Sung-chan (Hán Việt: Trịnh Thành Xán), cựu thành viên nhóm nhạc NCT, thành viên nhóm nhạc RIIZE
- Jeong Eun Ji (Hán Việt: Trịnh Ân Trí), tên thật là Jung Hye-rim, (Hán-Việt: Trịnh Huệ Lâm), ca sĩ, diễn viên Hàn Quốc, thành viên nhóm nhạc Apink
- Jung Chae-yeon (Hán Việt: Trịnh Thải Quyên), ca sĩ, diễn viên Hàn Quốc, thành viên nhóm nhạc DIA, cựu thành viên I.O.I
- Jung Ye-rin (Hán Việt: Trịnh Duệ Lân), thành viên nhóm nhạc GFriend
- Eunha, tên thật là Jung Eun-bi (Hán Việt: Trịnh Ân Phi, thành viên nhóm nhạc GFriend
- Jung Chan-woo (Hán Việt: Trịnh Xán Hữu), thành viên nhóm nhạc iKON
- Sungha Jung (Hán Việt: Trịnh Thịnh Hà), ca sĩ Hàn Quốc
- Jeong In-seong (Hán Việtː Trịnh Nhân Thành), thành viên nhóm nhạc KNK

## Người họ Trịnh có danh tiếng khác
- Taksin, Hán Việt: Trịnh Chiêu, Hoàng đế Thái Lan
- Trịnh Hữu Châu, người Mỹ gốc Việt đầu tiên bay vào vũ trụ
- Trịnh Xuân Thuận, nhà vật lý lý thuyết Mĩ gốc Việt nổi tiếng